# Pseudoleria media
Pseudoleria media är en tvåvingeart som beskrevs av Garrett 1925. Pseudoleria media ingår i släktet Pseudoleria och familjen myllflugor. Inga underarter finns listade i Catalogue of Life.